# Lin Onus
William McLintock Onus, dit Lin Onus, né le 4 décembre 1948 à Melbourne et mort dans la même ville le 24 octobre 1996, est un artiste peintre, sculpteur et sérigraphe australien d'origines aborigène et écossaise.
Pionnier dans l'art des Aborigènes d'Australie en zone urbaine et très engagé politiquement, il a beaucoup contribué à faire valoir les droits et l'art des Aborigènes en Australie.

## Biographie

### Jeunesse et débuts
William McLintock Onus naît le 4 décembre 1948 à Melbourne d'un père, Bill Onus (en), aborigène Yorta Yorta (en) de la réserve de Commeragunja (en) (près de la ville d'Echuca, dans l'État de Victoria) et d'une mère, Mary McLintock Kelly, écossaise dont la famille provient de Glasgow,. Les parents de William McLintock Onus ont un fort engagement politique — ils se sont rencontrés lors d'un rassemblement du Parti communiste d'Australie — ce qui explique sa forte conscience sociale et sa détermination à lutter pour les droits des opprimés,. Il est reçoit aussi une éducation artistique des deux côtés de sa famille, découvrant ainsi à la fois l'art aborigène et l'art occidental.
William est exclu de son école dès l'âge de quatorze ans pour des motifs racistes, liés à l'activité de son père, et devient mécanicien automobile quelques années, après avoir essuyé un refus d'intégrer le corps des pompier de sa ville pour des motifs similaires,. Il aide par la suite son père dans une boutique de souvenir en élaborant des souvenirs d'art et d'artisanat pour le tourisme. Cette boutique fondée par un missionnaire longtemps auparavant, qui se veut un « modèle d'indépendance économique et de maintien culturel », favorise chez Onus l'éclosion d'une réflexion critique sur le droit d'auteur des Aborigènes, l'appropriation culturelle et l'égalité de traitement entre ce peuple et le peuple blanc. Son père, très impliqué dans la vie de sa communauté d'Aborigènes, reçoit d'importantes personnalités qui en sont issues, telles que le peintre Albert Namatjira et l'acteur Robert Tudawali (en).
Autodidacte et sans avoir l'ambition de devenir peintre à plein temps, Onus commence à peindre en 1973 après avoir découvert un ensemble de peintures à l'aquarelle laissé dans la boutique de son père. Influencé par deux amis aborigènes, Revel Cooper (en) et Ron Bull, ses premières œuvres s'inspirent de la tradition européenne qui lui est facilement accessible. Il monte sa première exposition en 1975, à l'Aborigines Advancement League (en) de Melbourne. Cette organisation, créée par son père et son oncle Eric Onus notamment, devient le lieu symbolique du lien entre l'art et le milieu politique et culturel chez le jeune Onus. Il y expose dix-huit fois.

### Gamerdi et militantisme en faveur des Aborigènes
En 1986, Lin Onus s'installe un temps au sein de la communauté aborigène traditionnelle de Gamerdi à Maningrida (en), tout au nord de l'Australie. Il s'y lie d'amitié avec le maître-peintre Jack Wunuwun, qui devient son mentor, est adopté dans sa famille et en apprend sa langue maternelle : le djinang (en),,.
Ce séjour provoque un changement important dans l'art de Lin Onus : c'est à Gamerdi qu'il fusionne des éléments de la perspective et de la représentation aborigène « traditionnelles » avec ses propres motifs et expériences aborigènes « urbains », levant ainsi une séparation tacite entre ces deux souches de la culture aborigène.
En parallèle, Lin Onus est très actif dans la défense des arts et des droits aborigènes. Il défend les terres des Aborigènes dans les années 1970 et participe à des organisations telles que la Ligue pour la Promotion des Aborigènes (en) à Melbourne dans les années 1980. Il est membre du Conseil des arts aborigènes du Conseil australien de 1986 à 1988 ; préside le Comité des arts aborigènes de 1989 à 1992 ; et cofonde l'Association pour l'administration des arts aborigènes en 1990,.

### Carrière de sculpteur et reconnaissance
À partir de 1988, Onus privilégie la sculpture pour combiner ses compétences manuelles tirées de ses expériences antérieures comme carrossier et mécanicien automobile et proposer davantage d'interaction entre ses œuvres et ses spectateurs. Celles-ci deviennent plus tranchantes politiquement, abordant des sujets tels que les décès d'Aborigènes en détention, les politiques oppressives vis-à-vis de ce peuple ainsi que les essais nucléaires des années 1950 et les injustices perpétrées contre les Timorais de l'Est par l'Indonésie.
Onus remporte de nombreux prix, dont le prix national d'Art aborigène en 1988, et en 1993, il reçoit l'ordre d'Australie lors des honneurs d'anniversaire de la reine. En 1994, il est nommé membre du Conseil victorien des Arts et reçoit les prix national du Patrimoine artistique des Indigènes ainsi que le prix du Choix du public.
Lin Onus meurt prématurément à l'âge de 47 ans le 24 octobre 1996 dans sa ville natale. Il est enterré dans le cimetière d'un village de Cummeragunja, près de la frontière entre New South Wales et Victoria.

## Œuvre
Après avoir été influencé par les artistes de Gamerdi tels que son mentor Jack Wunuwun et John Bulunbulun, Lin Onus développe son style propre en incorporant le photoréalisme dans l'imagerie aborigène. Ses sculptures sont caractérisées par l'ironie, l'humour et la fantaisie.
Son installation Dingoes (1989) est l'une des vedettes de l'exposition « Atatjara » de 1993 à la Hayward Gallery de Londres. Militant énergique et éloquent pour les droits des Autochtones, il cherche à aborder les problèmes clés de sa communauté dans un travail qui combine à la fois l'humour et une conscience politique aiguë. Les peintures d'Onus dépeignent des paysages mélancoliques obsédants du pays de son père ; l'humour décalé des excréments de chauve-souris sous la corde à linge de Fruit Bats ; la voix politique mordante et provocante des œuvres de la série Maralinga ; les enfants volés et l'impact de la colonisation de l'Australie. Il s'adresse autant à son propre peuple qu'à l'ensemble de la communauté australienne en décrivant, par exemple, des marécages aquatiques tranquilles de Kakadu avec des « boîtes vertes » flottant au premier plan. Cherchant continuellement à innover avec de nouveaux supports — prenant conscience de la puissance du motif, il a notamment réalisé de nombreuses sérigraphies à partir de 1994 — ou matériaux, Lin Onus porte systématiquement une attention minutieuse au rendu esthétique de ses œuvres, tout en conservant des motifs aborigènes et que le sujet soit politique ou non ; cela lui a parfois valu d'être considéré comme un peu kitsch.
Selon le professeur et conservateur Ted Gott, c'est la capacité d'Onus à « perturber l'ordre naturel ou établi des choses, à renverser les attentes conventionnelles » qui a fait de lui un artiste si « extraordinaire », et l'un des pionniers de l'art aborigène en zone urbaine. Fruit Bats (1991) est selon Gott son œuvre la plus incisive et déterminante, mêlant le banal et le sacré, l'imagerie Murrungun-Djinang et la sculpture contemporaine : « dans Fruit bats, l'artiste montre une collision frontale entre deux ensembles de valeurs contrastées, et lance ses propres inversions » ; elle est exposée à la galerie d'art de Nouvelle-Galles du Sud sans interruption depuis son acquisition.

## Hommages et rétrospectives
En 1993, Lin Onus est fait membre de l'ordre d'Australie « pour ses services rendus aux arts comme peintre et sculpteur et pour la promotion des artistes aborigènes et de leurs œuvres. »
En 2000, le musée d'Art contemporain de Sydney lui consacre une rétrospective, Urban Dingo, qui tourne par la suite à la Queensland Art Gallery de Brisbane et au musée de Melbourne jusqu'en 2001,.
D'autres rétrospectives ont eu lieu, notamment une exposition itinérante dans l'État de Victoria en 2009.
En 2012, Lin Onus est intronisé au Victorian Aboriginal Honor Roll à titre posthume

### Filmographie
- (en) Kathleen O'Brien et Maryanne Steele, Aboriginal art : yesterday and today, Bendigo, Vic., Video Education Australasia, 1996 (OCLC 224351560) (DVD).